# Упинское староство (Шилальский район)
Упи́нское староство (лит. Upynos seniūnija) — одно из 14 староств Шилальского района, Таурагского уезда Литвы. Административный центр — местечко Упина.

## География
Расположено на западе Литвы, в юго-восточной части Шилальского района, на Жямайтской возвышенности.
Граничит с Шилальским сельским староством на западе и северо-западе, Кальтиненайским — на севере, Бийотайским — на востоке, а также Мажонайским и Скаудвильским староствами Таурагского района — на юге и юго-западе.

## Население
Упинское староство включает в себя местечко Упина и 50 деревень.